# Eckart Viehweg
Eckart Viehweg (Zwickau, 30 de dezembro de 1948 — 29 de janeiro de 2010) foi um matemático alemão.
Foi professor de geometria algébrica na Universidade Duisburg-Essen. 
Em 2003 recebeu o Prêmio Gottfried Wilhelm Leibniz com sua mulher, Hélène Esnault.